# Oviedo Express
Oviedo Express è un film spagnolo del 2007 diretto e scritto da Gonzalo Suárez.